# Jaskinia Wołoszyńska Wyżnia
Die Höhle Jaskinia Wołoszyńska Wyżnia ist eine Höhle im Massiv des Wołoszyn im Tal Dolina Białki in der polnischen Hohen Tatra. Sie liegt ca. 20 Höhenmeter oberhalb der Höhle Jaskinia Wołoszyńska Niżnia.

## Lage und Beschreibung
Die Höhle ist ungefähr 44 Meter lang und ungefähr 10 Meter tief. Sie hat eine Öffnung auf einer Höhe von 1150 m n.p.m., die sich unweit der Alm Hala Wołoszyńska befindet. Die Höhle wurde 1950 von Stefan Zwoliński entdeckt und 1953 von Kazimierz Kowalski beschrieben. In der Höhle befindet sich ein kleiner Bach, der in der Höhle in mehreren Kaskaden (teilweise auch unterirdisch) fließt und am Höhleneingang ins Freie tritt.

## Etymologie
Der Name Jaskinia Wołoszyńska Niżnia lässt sich als Obere Wołoszyn-Höhle oder Obere Höhle im Wołoszyń übersetzen.

## Tourismus
Zur Höhle führt kein Wanderweg. Für die Begehung der Höhle ist eine Genehmigung der Verwaltung des Tatra-Nationalparks erforderlich.